# Alban Elezi Cannaferina
Alban Elezi Cannaferina (* 15. August 2003 in Lyon, Département Rhône) ist ein französischer Skirennläufer. Er startet in allen Disziplinen und hat seine Stärken in den technischen Disziplinen Riesenslalom und Slalom. 2023 wurde er Juniorenweltmeister im Riesenslalom.

## Biografie
Alban Elezi Cannaferina kam als Sohn der erfolgreichen Ringer Adnan Elezi und Agnés Cannaferina in Lyon zur Welt. Sein Vater, dessen Eltern aus dem kosovarischen Kaçanik stammen, wurde in Skopje geboren und war mehrfacher jugoslawischer Staatsmeister im Ringen. Während er in Frankreich als Trainer arbeitete, lernte er seine spätere Frau, unter anderem EM-Dritte 1993, kennen.
Elezi Cannaferina bestritt im Alter von 16 Jahren in Val Thorens seine ersten FIS-Rennen. Ende Januar 2021 gab er in Orcières-Merlette sein Europacup-Debüt in Abfahrt und Super-G. Nach einigen Spitzenresultaten auf FIS-Ebene nahm er im März 2022 in Panorama erstmals an Juniorenweltmeisterschaften teil. Er startete in sämtlichen sechs Rennen und verpasste als Slalomvierter nur knapp seine erste Medaille. Im folgenden Jahr gewann er gleich zum Auftakt der Juniorenweltmeisterschaften 2023 in St. Anton die Silbermedaille in der Abfahrt. Drei Tage später wurde er im Riesenslalom erstmals Juniorenweltmeister.
Aufgrund dieser Erfolge durfte Elezi Cannaferina auch an den Weltmeisterschaften in seinem Heimskigebiet Courchevel/Méribel teilnehmen. Nach Platz sieben mit der französischen Mannschaft belegte er in seiner Paradedisziplin Riesenslalom Rang 27. Einen Monat später gab er in Soldeu als amtierender Juniorenweltmeister sein Weltcup-Debüt. Bei den Juniorenweltmeisterschaften 2024 gewann er sowohl in der Team-Kombination als auch im Riesenslalom die Silbermedaille.

## Erfolge

### Weltmeisterschaften
- Courchevel/Méribel 2023: 7. Mannschaftswettbewerb, 27. Riesenslalom

### Juniorenweltmeisterschaften
- Panorama 2022: 4. Slalom, 10. Mannschaftswettbewerb, 12. Riesenslalom, 22. Abfahrt, 31. Super-G
- St. Anton 2023: 1. Riesenslalom, 2. Abfahrt, 6. Slalom, 9. Mannschaftswettbewerb
- Haute-Savoie 2024: 2. Team-Kombination, 2. Riesenslalom, 4. Super-G, 15. Slalom

### Weitere Erfolge
- Sieg bei den monegassischen Meisterschaften im Riesenslalom 2023
- 6 Siege in FIS-Rennen